# Стассен, Бен
Бен Стассен (англ. Ben Stassen; род. в 1959 г. в Обели, Бельгия) — бельгийский режиссёр, сценарист и продюсер. Основатель анимационной студии nWave Pictures.

## Карьера
В 1994 году Бен Стассен стал основателем nWave Pictures. С 1997-го он начал создавать фильмы для IMAX-кинотеатров, одним из которых является короткометражный фильм «Окаванго 3D: Африканское сафари» (Стассен также выступил автором сценария к этой документалке). В 2008 году Стассен впервые стал режиссёром полнометражного художественного анимационного фильма «Мухнём на Луну». Параллельно Стассен иногда выступает продюсером своих проектов. Например, он продюсировал такие фильмы, как «Шевели ластами!», «Кот Гром и заколдованный дом», «Робинзон Крузо: Очень обитаемый остров», «Стань легендой! Бигфут Младший».
В 2019 году на экраны вышла анимационная комедия «Королевский корги», над которой Стассен работал как режиссёр и продюсер, в 2020 году - «Семейка Бигфутов». 3 февраля 2022 года в российский прокат выйдет анимационная комедия «Кролецып и хомяк тьмы». Стассен является одним из режиссёров проекта, основанного на серии одноимённых графических романов.

## Избранная фильмография
| Год  | Название                                                      | Вклад                                |
| ---- | ------------------------------------------------------------- | ------------------------------------ |
| 2008 | Мухнём на Луну Fly Me to the Moon                             | режиссёр, соисполнительный продюсер  |
| 2010 | Шевели ластами! Sammy's avonturen: De geheime doorgang        | режиссёр, продюсер, соавтор сценария |
| 2012 | Шевели ластами 2 Sammy's avonturen 2                          | режиссёр, продюсер                   |
| 2013 | Кот Гром и заколдованный дом The House of Magic               | режиссёр, продюсер, автор сценария   |
| 2016 | Робинзон Крузо: Очень обитаемый остров Robinson Crusoe        | режиссёр, продюсер                   |
| 2017 | Стань легендой! Бигфут Младший The Son of Bigfoot             | режиссёр, продюсер                   |
| 2019 | Королевский корги The Queen’s Corgi                           | режиссёр, продюсер                   |
| 2020 | Семейка Бигфутов Bigfoot Family                               | режиссёр                             |
| 2022 | Кролецып и хомяк тьмы Chickenhare and the Hamster of Darkness | режиссёр, продюсер                   |

## Награды
- Номинация на премию Европейской киноакадемии за работу над фильмом «Мухнём на Луну», 2009